# Hermann Boehm (Admiral)
Hermann Boehm (* 18. Januar 1884 in Rybnik; † 11. April 1972 in Kiel) war ein deutscher Generaladmiral im Zweiten Weltkrieg.

## Leben und Tätigkeit

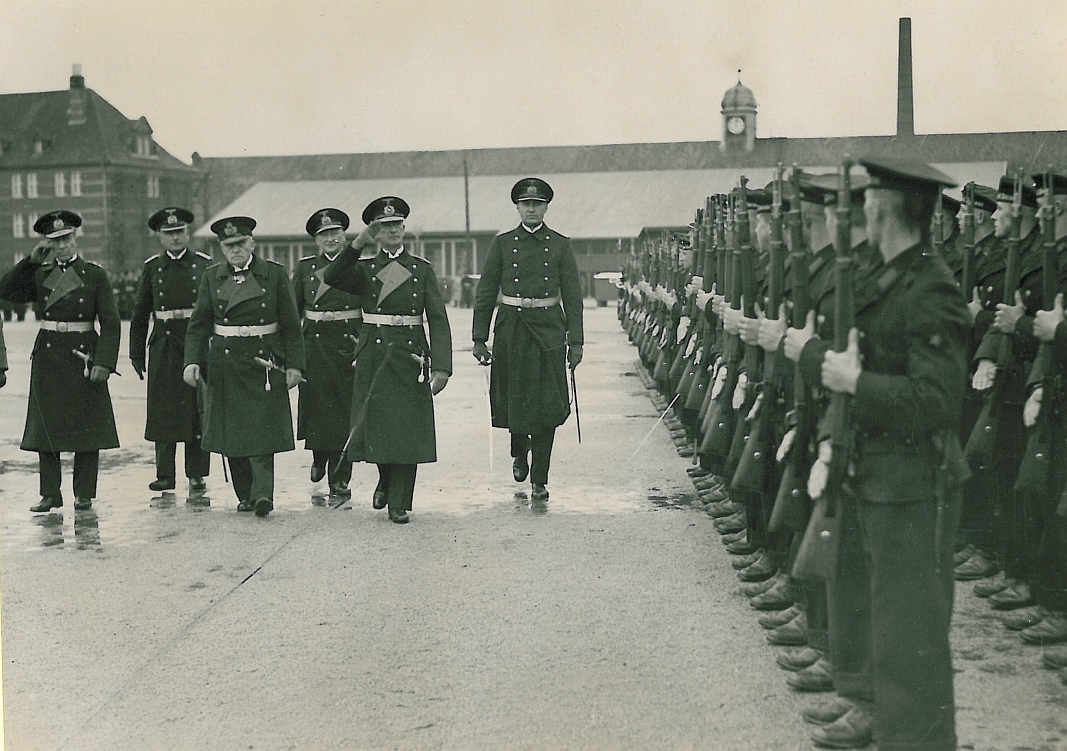
50-Jahr-Feier der Torpedowaffe 1937 in Wilhelmshaven – links Admiral Tillessen, in der Mitte Admiral von Trotha und rechts der Kommandierende Admiral Boehm

### Frühe Laufbahn
Boehm trat am 1. April 1903 als Seekadett in die Kaiserliche Marine ein und erhielt seine Grundausbildung auf dem Schulschiff Stein.
Während des Ersten Weltkriegs diente Kapitänleutnant Boehm (seit 19. September 1914) als Kommandant auf verschiedenen Torpedobooten. So kommandierte er während der Skagerrakschlacht das Torpedoboot G 41 und 1917 das Boot V 69. Seine Leistungen während des Krieges wurden durch die Verleihung beider Klassen des Eisernen Kreuzes, des Ritterkreuzes des Königlichen Hausordens von Hohenzollern mit Schwertern und des Friedrich-August-Kreuzes gewürdigt.

### Zwischenkriegszeit (1919 bis 1939)
1919 wurde Boehm zunächst verabschiedet, 1920 jedoch in der Reichsmarine reaktiviert und bis 1933 vorwiegend in Stabsverwendungen eingesetzt. Von September 1929 bis September 1932 war er Chef der Flottenabteilung im Marinekommandoamt der Marineleitung. Anschließend wurde er Chef des Stabes des Flottenkommandos. Am 3. Oktober 1933 wurde Boehm für ein Jahr Kommandant des Linienschiffs Hessen, bis er im Herbst 1934 zum Konteradmiral befördert und zum Befehlshaber der Aufklärungsstreitkräfte ernannt wurde. In der Anfangsphase des Spanischen Bürgerkrieges vom 25. August 1936 bis 3. August 1937 befehligte er zeitgleich die deutschen Seestreitkräfte vor der spanischen Küste. Am 1. April 1937 wurde Boehm Vizeadmiral und zum Kommandierenden Admiral der Marinestation der Nordsee ernannt. Anfang 1938 wurde er Admiral und im November des gleichen Jahres Flottenchef (Flottenkommando).

### Zweiter Weltkrieg
Im August 1939 hörte Boehm mit anderen Militärvertretern eine Rede Hitlers in dessen Wohnsitz auf dem Obersalzberg (siehe: Ansprache Hitlers vor den Oberbefehlshabern am 22. August 1939). Hitler umriss seine Kriegspläne zum bevorstehenden Überfall auf Polen. Boehm schrieb während der Ansprache einige Notizen, die später während der Nürnberger Prozesse – neben anderen Aufzeichnungen – zur Rekonstruktion dieser Rede sowie als Beweismittel für die Aggressionsabsichten der deutschen Staatsführung zu diesem Zeitpunkt verwendet wurden („Für uns besteht die Alternative zu handeln oder auf die Dauer vernichtet zu werden.“).
Bald nach Beginn des Zweiten Weltkrieges wurde Boehm von seinem bisherigen Kommando entbunden und holte am 21. Oktober 1939 seine Flagge als Flottenchef ein. Er war darauf für mehrere Monate ohne Verwendung beurlaubt.

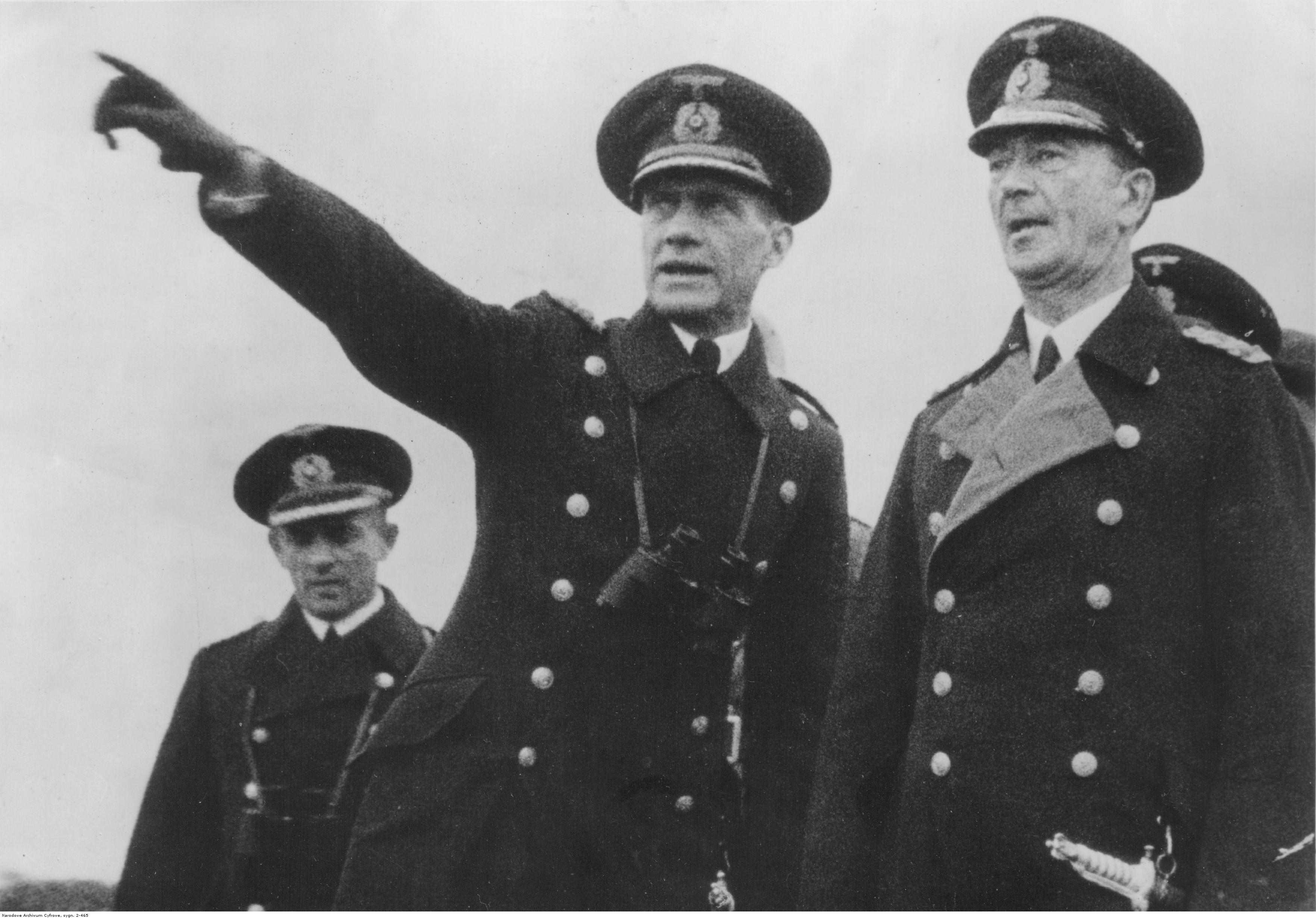
Admiral Hermann Boehm (rechts) in Norwegen im Januar 1943

Nach der Besetzung Norwegens im April 1940 (Unternehmen Weserübung) wurde Boehm am 10. April 1940 zum Kommandierenden Admiral in Norwegen, d. h. zum Befehlshaber der deutschen Besatzungskräfte, ernannt. In dieser Stellung, die er bis 1943 beibehielt, war er in einem ständigen Konflikt mit dem Leiter der deutschen Zivilverwaltung in Norwegen Gauleiter Josef Terboven (NSDAP). Die Gegnerschaft beider Männer begann, als Terboven im Juli 1940 die Abgeordneten des norwegischen Parlamentes unter Androhung der Errichtung eines Reichsprotektorates in Norwegen dazu zwingen wollte, seiner Forderung nach Absetzung des norwegischen Königshauses nachzugeben: Boehm, der Bedenken gegen dieses Manöver, das er als „Komödie“ bezeichnet, hatte, ließ Hitler anschließend durch den Oberbefehlshaber der Marine, Erich Raeder, über diesen Plan informieren, der die Ausführung verbot und stattdessen die Schaffung eines Kabinetts aus Fachleuten befahl. Spätestens seit September 1940 – als Terboven in einer Rundfunkansprache anlässlich der Bildung der von Hitler angeordneten Fachleute-Regierung, dem norwegischen Parlament unaufrichtiger Weise wegen der versuchten Absetzung des Königs im Juli Vorwürfe machte und so tat, als ob er nichts damit zu tun gehabt habe und die Parlamentarier dies aus eigener Initiative unternommen hätten, sei „jede gedeihliche Zusammenarbeit“ zwischen ihm und Terboven unmöglich gewesen.
Seit ihrer Zusammenstöße im Jahr 1940 habe Terboven, so Boehm, ihn als seinen „größten Feind“ angesehen und alles versucht, um ihn und seinen Mitarbeiter Schreiber aus Norwegen zu verdrängen. So denunzierte Terboven Boehm wiederholt bei Hitler bzw. erhob falsche Anschuldigungen gegen ihn. In seinem Bericht an Hitler über den Ausnahmezustand in Trondheim am 6. Oktober 1942 – bei dem Terboven 34 Norweger hatte erschießen lassen – bezichtigte er ihn beispielsweise der Sabotage, seiner, Terbovens, Maßnahmen. Boehm reichte demgegenüber bis 1942 über Raeder mehrere Beschwerdeschriften gegen Terboven bei Hitler ein, in denen er sich gegen dessen Politik in Norwegen wandte und Alternativen präsentierte.
Während seiner Zeit in Norwegen wurde Boehm am 1. April 1941 zum Generaladmiral befördert. Am 20. November 1941 erhielt er in der ersten Verleihungsrunde der Kriegsmarine das neu gestiftete Deutsche Kreuz in Gold verliehen.
Wenige Wochen nach der Ablösung Raeders durch Karl Doenitz als Oberbefehlshaber der Marine wurde Boehm im März 1943 von seinem Posten in Norwegen abberufen. Seine offizielle Verabschiedung folgte am 31. Mai 1943 und am 1. Juni 1943 wurde er schließlich zur Verfügung der Kriegsmarine gestellt.
Zum 1. März 1944 wurde Boehm reaktiviert: Er wurde nun bis zum 31. März 1945 in der Inspektion des Bildungswesens der Kriegsmarine verwendet und darauf endgültig entlassen.

### Nachkriegszeit
Als die Anklagen gegen die Hauptkriegsverbrecher im September 1945 erhoben wurden, lebte Boehm in seinem Haus in Marutendorf, heute Ortsteil von Achterwehr im Kreis Rendsburg-Eckernförde.
Boehm hatte zu den militärischen Führern der Wehrmacht gehört, die bei Hitlers Ansprache vor den Oberbefehlshabern am 22. August 1939 auf dem Obersalzberg anwesend waren. Deren Inhalt spielte nun eine wichtige Rolle im Zusammenhang mit der Anklage gegen Großadmiral Raeder, seinerzeit Oberbefehlshaber der Kriegsmarine. Von dieser belastenden Rede gab es ein Protokoll, das jedoch nicht zeitgleich, sondern erst später angefertigt wurde und das seitens der Anklage zunächst vorgelegt, später aber als „inoffiziell“ bezeichnet wurde. Als einziges vor Gericht anerkanntes und glaubwürdiges Dokument wurde eine handschriftliche Aufzeichnung gewertet, die Generaladmiral Boehm noch am Abend des gleichen Tages von der Rede Hitlers angefertigt hatte. Dieses Papier stellte Boehm Walter Siemers, dem Verteidiger von Großadmiral Raeder zur Verfügung, mit dem gleichzeitigen Angebot, als Zeuge aufzutreten. In die Prozessakten ist dieses Papier als „Raeder Exhibit 27“ eingegangen.

## Schriften
- Norwegen zwischen England und Deutschland. Klosterhaus-Verlag, Lippoldsberg 1956.